# Руська Воля
Ру́ська Во́ля (словац. Ruská Voľa) — село в Словаччині, у Врановському окрузі Пряшівського краю. Розташоване в північно-східній частині Словаччини в південній частині Низьких Бескидів. Протікає Волянський потік.
Уперше згадується у 1357 році.
У селі є греко-католицька церква Покрови Пресвятої Богородиці (1795), перебудована в 1858 році.

## Населення
| Рік:            | 1993 | 2003    | 2013    | 2023    |
| --------------- | ---- | ------- | ------- | ------- |
| Кількість осіб: | 89   | 85      | 82      | 88      |
| Різниця:        |      | -4,49 % | -3,52 % | +7,31 % |

| Рік:            | 2022 | 2023 |
| --------------- | ---- | ---- |
| Кількість осіб: | 88   | 88   |
| Різниця:        |      | +0 % |

В селі проживає 79 осіб.
Національний склад населення (за даними перепису 2001 року):
- словаки — 80,65 %
- цигани — 12,90 %
- русини — 3,23 %
- українці — 2,15 %
- чехи — 1,08 %

Склад населення за приналежністю до релігії станом на 2001 рік:
- греко-католики — 63,44 %,
- римо-католики — 29,03 %,
- православні — 4,30 %,
- не вважають себе віруючими або не належать до жодної вищезгаданої церкви- 3,23 %